# John Millman
John Millman (* 14. Juni 1989 in Brisbane, Queensland) ist ein ehemaliger australischer Tennisspieler.

## Karriere
Sein erstes Spiel auf der ATP World Tour bestritt er im Januar 2010 beim Turnier von Brisbane, wo er in der ersten Runde auf die damalige Nummer zwölf der Weltrangliste Radek Štěpánek traf. Während er im ersten Satz noch mithalten konnte, ging im zweiten Satz nichts mehr und so verlor er letzten Endes mit 4:6 und 0:6. Auch in den folgenden zwei Jahren war er jeweils für das Turnier von Brisbane gemeldet. 2011 wurde ihm eine Wildcard erteilt und 2012 schaffte er über die Qualifikation den Sprung ins Hauptfeld. Er verlor jedoch beide Male sein Auftaktspiel. 2013 spielte er ebenfalls an seinem Heimatturnier und konnte erstmals ein Spiel auf der ATP World Tour gewinnen. Er schlug in seiner Auftaktpartie den Japaner Tatsuma Itō in zwei Sätzen. In der zweiten Runde traf er bereits auf den topgesetzten Briten Andy Murray, der zugleich auch Titelverteidiger war. Nach deutlich verlorenem ersten Satz spielte Millman groß auf und entschied den zweiten Satz zu seinen Gunsten. Letztlich verlor er das Spiel mit 1:6, 7:5 und 3:6.
Auf der ATP Challenger Tour gewann Millman im Oktober 2010 seinen ersten Titel. Er siegte in Sacramento gegen Robert Kendrick in zwei Sätzen mit 6:3 und 6:2. Seinen zweiten Titel in dieser Kategorie holte er sich am 2. Februar 2013. Er gewann in Burnie das Finale gegen den Franzosen Stéphane Robert in drei Sätzen mit 6:2, 4:6, und 6:0.
Ab Sommer 2018 arbeitete Millman mit dem ehemaligen deutschen Tennisprofi Jonas Lütjen zusammen. Bei ihrem ersten gemeinsamen Turnier, den German Open am Hamburger Rothenbaum im Juli 2018, erreichte Millman nach einem 7:5, 6:3 gegen Jan-Lennard Struff die zweite Runde. Dort verlor er gegen den topgesetzten Dominic Thiem. Beim Masters in Cincinnati war Millman in der Qualifikation an Nummer 1 gesetzt, musste aber beim Spielstand von 5:5 gegen den US-Amerikaner Tim Smyczek verletzungsbedingt aufgeben. Beim letzten Turnier vor den US Open in Winston-Salem verlor John Millman in der Auftaktrunde, ehe er bei den US Open für eine große Überraschung sorgte, als er in der Night Session im Arthur Ashe Stadium den an Nummer 2 gesetzten Schweizer Roger Federer in 3 Std. 35 Min mit 3:6, 7:5, 7:6 (9:7), 7:6 (7:3) niederrang. Erst im Viertelfinale musste sich Millman einem wiedererstarkten Novak Đoković mit 3:6, 4:6, 4:6 geschlagen geben. Dadurch verbesserte sich Millman von Platz 54 auf Platz 37 der Weltrangliste und war damit so hoch wie noch nie zuvor platziert. Im Anschluss an die US Open pausierte Millman bis zum Masters Turnier in Shanghai, wo er, obwohl an Position eins gesetzt, in der ersten Runde der Qualifikation gegen den Moldawier Radu Albot verlor. Am 15. Oktober 2018 erreichte er mit Platz 33 seine höchste Notierung in der Weltrangliste.
Millman gewann in der Saison 2020 in Astana seinen einzigen Titel auf der ATP Tour. Im Finale besiegte er Adrian Mannarino in zwei Sätzen. Ein Jahr darauf vertrat er Australien bei den Olympischen Spielen in Tokio, wo er im Einzel die zweite Runde erreichte und im Doppel in der ersten Runde ausschied. Er bestritt bei den Australian Open 2024 sein letztes Profiturnier und beendete nach seinem Ausscheiden seine Karriere.
Von 2017 bis 2021 bestritt Millman insgesamt fünf Begegnungen für die australische Davis-Cup-Mannschaft. Dabei absolvierte er sechs Einzelpartien, von denen er drei gewann.

## Erfolge
| Legende (Anzahl der Siege)  |
| Grand Slam                  |
| ATP World Tour Finals       |
| ATP World Tour Masters 1000 |
| ATP World Tour 500          |
| ATP World Tour 250 (1)      |
| ATP Challenger Tour (12)    |

| ATP-Titel nach Belag |
| Hartplatz (1)        |
| Sand (0)             |
| Rasen (0)            |

### Einzel

#### Turniersiege

##### ATP Tour
| Nr. | Datum            | Turnier    | Belag         | Finalgegner      | Ergebnis |
| --- | ---------------- | ---------- | ------------- | ---------------- | -------- |
| 1.  | 1. November 2020 | Nur-Sultan | Hartplatz (i) | Adrian Mannarino | 7:5, 6:1 |

##### ATP Challenger Tour
| Nr. | Datum              | Turnier         | Belag         | Finalgegner        | Ergebnis       |
| --- | ------------------ | --------------- | ------------- | ------------------ | -------------- |
| 1.  | 4. Oktober 2010    | Sacramento      | Hartplatz     | Robert Kendrick    | 6:3, 6:2       |
| 2.  | 2. Februar 2013    | Burnie          | Hartplatz     | Stéphane Robert    | 6:2, 4:6, 6:0  |
| 3.  | 10. März 2013      | Kyōto (1)       | Teppich (i)   | Marco Chiudinelli  | 4:6, 6:4, 7:62 |
| 4.  | 9. November 2014   | Traralgon       | Hartplatz     | James Ward         | 6:4, 6:1       |
| 5.  | 16. November 2014  | Yokohama        | Hartplatz     | Kyle Edmund        | 6:4, 6:4       |
| 6.  | 2. August 2015     | Lexington       | Hartplatz     | Yasutaka Uchiyama  | 6:3, 3:6, 6:4  |
| 7.  | 16. August 2015    | Aptos           | Hartplatz     | Austin Krajicek    | 7:5, 2:6, 6:3  |
| 8.  | 15. November 2015  | Kōbe            | Hartplatz (i) | Taro Daniel        | 6:1, 6:3       |
| 9.  | 26. November 2017  | Hua Hin         | Hartplatz     | Andrew Whittington | 6:2, 6:2       |
| 10. | 25. Februar 2018   | Kyōto (2)       | Teppich (i)   | Jordan Thompson    | 7:5, 6:1       |
| 11. | 13. Mai 2018       | Aix-en-Provence | Sand          | Bernard Tomic      | 6:1, 6:2       |
| 12. | 22. September 2019 | Kaohsiung       | Hartplatz (i) | Marc Polmans       | 6:4, 6:2       |

#### Finalteilnahmen
| Nr. | Datum          | Turnier  | Belag | Finalgegner      | Ergebnis |
| --- | -------------- | -------- | ----- | ---------------- | -------- |
| 1.  | 29. April 2018 | Budapest | Sand  | Marco Cecchinato | 5:7, 4:6 |

## Abschneiden bei Grand-Slam-Turnieren

### Einzel
| Turnier         | 2009 | 2010 | 2011 | 2012 | 2013 | 2014 | 2015 | 2016 | 2017 | 2018 | 2019 | 2020 | 2021 | 2022 | 2023 | 2024 | Karriere |
| --------------- | ---- | ---- | ---- | ---- | ---- | ---- | ---- | ---- | ---- | ---- | ---- | ---- | ---- | ---- | ---- | ---- | -------- |
| Australian Open | Q2   | Q3   | Q2   | Q1   | 1    | —    | 1    | 3    | —    | 2    | 2    | 3    | 1    | 2    | 2    | Q2   | 3        |
| French Open     | —    | Q2   | —    | —    | —    | —    | Q1   | 1    | 1    | 1    | 1    | 1    | —    | 1    | —    | —    | 1        |
| Wimbledon       | —    | Q1   | Q1   | —    | —    | —    | 2    | 3    | 1    | 2    | 3    |      | 1    | 1    | —    | —    | 3        |
| US Open         | —    | Q3   | —    | —    | —    | —    | 1    | 1    | 3    | VF   | 1    | 2    | 1    | 1    | Q2   | —    | VF       |

Zeichenerklärung: S = Turniersieg; F, HF, VF, AF = Einzug ins Finale / Halbfinale / Viertelfinale / Achtelfinale; 1, 2, 3 = Ausscheiden in der 1. / 2. / 3. Hauptrunde; Q1, Q2, Q3 = Ausscheiden in der 1. / 2. / 3. Qualifikationsrunde; nicht ausgetragen

### Doppel
| Turnier         | 2011 | 2012 | 2013 | 2014 | 2015 | 2016 | 2017 | 2018 | 2019 | 2020 | 2021 | 2022 | 2023 | 2024 | Karriere |
| --------------- | ---- | ---- | ---- | ---- | ---- | ---- | ---- | ---- | ---- | ---- | ---- | ---- | ---- | ---- | -------- |
| Australian Open | 1    | —    | 2    | —    | 1    | 1    | —    | 1    | 1    | 1    | AF   | 1    | 1    | 2    | AF       |
| French Open     | —    | —    | —    | —    | —    | 1    | —    | 2    | 1    | 1    | —    | —    | —    | —    | 2        |
| Wimbledon       | —    | —    | —    | —    | —    | —    | —    | 1    | —    |      | —    | —    | —    | —    | 1        |
| US Open         | —    | —    | —    | —    | —    | —    | 2    | 1    | 1    | —    | 2    | —    | —    | —    | 2        |